# Фронт за национално освобождение „Фарабундо Марти“
Фронтът за национално освобождение „Фарабундо Марти“ (на испански: Frente Farabundo Martí para la Liberación Nacional) е лява социалистическа политическа партия в Салвадор.
Организацията е основана през 1980 година като обединение на няколко комунистически партизански групи, които участват активно в Салвадорска гражданска война, противопоставяйки се на правителството и на крайнодесните паравоенни формирования. След края на войната през 1992 година тя е преобразувана в политическа партия, която постепенно заема по-умерени политически позиции. Остава в опозиция до 2009 година, когато нейният кандидат, умереният бивш журналист Маурисио Фунес, е избран за президент.
През март 2012 година Фронтът за национално освобождение „Фарабундо Марти“ остава втори на парламентарните избори, получавайки 37% от гласовете и 31 места в Законодателното събрание.